# Axel-Herman Nilsson
Axel Herman Nilsson, född 31 december 1894 i Stockholm, död där 12 maj 1969, var en svensk idrottare som var aktiv inom backhoppning och nordisk kombination under 1920-talet. Han representerade Djurgårdens IF i Stockholm.

## Karriär
Axel-Herman Nilsson medverkade vid olympiska vinterspelen  1924 i Chamonix i Frankrike. Han tävlade i backhoppning och nordisk kombination. Nilsson slutade på sjätte plats i den första olympiska backhoppstävlingen. Han hoppade 42,5 och 44 meter. Tävlingen vanns av Jacob Tullin Thams från Norge före landsmannen Narve Bonna och amerikanen Anders Haugen. I tävlingen i nordisk kombination 1924 blev Nilsson nummer fem, efter fyra norrmän. 
Under Olympiska vinterspelen 1928 i St. Moritz i Schweiz blev Nilsson nummer fyra i backhoppningstävlingen. Tävlingen vanns av Alf Andersen från Norge före landsmannen Sigmund Ruud och Rudolf Burkert från Tjeckoslovakien. Nilsson var mycket nära en olympisk bronsmedalj. Han hoppade 53,5 meter i första omgången och 60 meter i andra.
Axel-Herman Nilsson blev svensk mästare i backhoppning 1922, 1923 och 1924.